# Chiesa di San Francesco di Paola (Pavia)
La Chiesa di San Francesco di Paola è un antico edificio di culto di Pavia. Oggi l'edificio è adibito a sala per conferenze, essendo ceduta in comodato d'uso al Collegio Ghislieri.

## Storia
La chiesa sorse, nel 1715, a fianco del convento dei Padri Minimi di San Francesco da Paola, su progetto dell'architetto Giovanni Antonio Veneroni. Benché consacrata nel 1721, l'edificio fu terminato solo nel 1738, quando fu ultimata la facciata, ispirata allo stile del Borromini. Elevata a parrocchia nel 1788, fu soppressa nel 1805 e adibita a deposito d'armi della vicina Accademia Militare e poi, durante la restaurazione, ospitò la Civica Scuola di Disegno e il primo nucleo del Museo Archeologico.
Ceduta in comodato d'uso al Collegio Ghislieri, fu oggetto di approfonditi restauri tra il 1997 ed il 2001, mentre il vicino convento è adibito a sede scolastica.